# 死のロード
死のロード（しのロード）は、全国高等学校野球選手権大会を理由にプロ野球NPB球団・阪神タイガースが毎年8月に実施する長期遠征（ロードゲーム）の通称。
2000年代頃からは単に「長期ロード」、或いは阪神が優勝争いに加わっている場合は稀にだが「Vロード」などと呼ばれることもある。

## 概要
阪神タイガース（以下、阪神）の本拠地である阪神甲子園球場（以下、甲子園球場）は高校野球全国大会を開催するための会場として建設した球場であるため、毎年8月の全国高等学校野球選手権大会（以下、高校野球）の開催期間中とその前後に関しては、阪神は甲子園球場では主催公式戦を開催せず、他球団本拠地でのビジターゲームを行ったり、大阪ドーム で主催公式戦を開催している。
高校野球は基本的に 8月上旬から下旬にかけての二週間で開催されるため、阪神は概ねその開幕の一週間ほど前から閉幕日後の約一週間に及ぶ期間（一ヶ月程度）を遠征に充てており、これが「長期ロード」と呼ばれている。

## 経緯
甲子園球場では、高校野球開催時はバックネット裏やアルプススタンドの一部座席が撤去されるなど座席配置がプロ野球開催時と一部異なることや、高校野球は試合展開の都合上夕刻以降にも試合を行うケースも多いなど混乱の元となるため、高校野球との同時開催は不可能であり、阪神はこの間甲子園球場では公式戦は開催しない他、閉幕後にスタンドをプロ野球仕様に復元するなど準備期間が必要なため、阪神の公式戦の開催は高校野球閉幕後4〜5日ほど空けてから再開される（同様に、開幕直前もスタンドを高校野球仕様に変更するための準備期間が必要なため、高校野球開幕の4〜5日ほど前から阪神の公式戦の開催は中断される）。通常は雨天順延なども考慮して、閉幕後のインターバルは余裕を持たせているが、過去には記録的長雨の影響で1975年（昭和50年）の第57回全国高等学校野球選手権大会の日程が大幅に順延し、決勝戦が8月24日に開催されたことから、同年8月23日と翌24日に予定されていた阪神対ヤクルト戦が高校野球優先として開催が取り消され、順延となった事例がある。
セントラル・リーグでは、原則として4カード以上連続してビジターゲームを組むことがないように日程を定めているが、かつてはこの時期の阪神はしばしばこの規定を逸脱することもあった。阪神は日本プロ野球創設時（1930年代中頃）から1970年代中頃までは優勝争いに絡むことが多々あったが、この長期ロードで敗戦を重ねて戦線から脱落、悪い時には4位以下（Bクラス）でシーズンを終えることがあった。さらに1970年代終盤からチームは低迷し、加えて長期ロードでの成績が際立って悪くなる傾向が顕著になってきたため、俗に「死のロード」と呼ばれるようになった。

### 負担軽減のために
1972年（昭和47年）以前は山陽新幹線がなく、特に広島東洋カープの本拠地広島市民球場への移動となると夜行列車利用や新大阪駅での乗り換えを強いられた上、広島以外の都市でも宿泊は旅館の大部屋で雑魚寝という時代もあり、選手の肉体的負担も大きかったが、現在では移動は新幹線のグリーン車または航空機、宿泊はシティーホテルか、ビジネスホテルの個室と、体力的負担は大きく低減されている。ただし、1985年（昭和60年）の夏、ロード期間中に東京から飛行機で大阪に移動しようとした当時の球団社長中埜肇が日航123便事故に巻き込まれて死亡したことを受けて、以後阪神のセ・リーグ本拠地球場間の移動は原則新幹線利用となり、飛行機移動は交流戦期間中のパ・リーグチーム本拠地への移動や地方開催のビジターゲームに限られることになった。
この約1ヶ月の長期ロードによる負担を少しでも和らげるため、1965年（昭和40年）から1979年（昭和54年）までは甲子園球場に近い京都・西京極球場で3試合または6試合、1973年（昭和48年）から1979年までは岡山県営球場で3 - 4試合程度の主催公式戦を開催した。
その後、福岡県を本拠地としていた球団がなかった1980年から1988年 までは福岡市の平和台野球場で2試合の主催公式戦を開催していたり、他の関西地区の球場はそれぞれの本拠地球団の日程に抑えられて使用許可が出なかったり、プロ野球開催に必要な施設や収容人員などが整わないことなどから使用できず、実に3週間以上も関西での試合がない状態が続いたが、1988年にグリーンスタジアム神戸が竣工すると、阪神は高校野球期間中（主に8月15日前後）にグリーンスタジアム神戸で主催公式戦を行うようになった（1994年まで）。また、グリーンスタジアム神戸がオリックス・ブルーウェーブの本拠地となった1991年からはオリックスの前本拠地である阪急西宮球場も使用した（1996年まで。この時点では阪急と阪神との経営統合の前。同スタジアム最後のプロ野球公式戦も同年8月24日の対広島東洋カープ戦だった）。なお、大阪球場も1989年以降は南海ホークスの身売り・本拠地移転に伴い空きができたが、阪神の主催試合は行われなかった。これは、近鉄バファローズが準本拠地として使用していたことや、同球場がある難波地区の再開発計画との関係で将来的には閉鎖・解体されることが決まっていたためである。

### 大阪ドーム完成後
1997年（平成9年）に大阪ドーム（京セラドーム大阪）が完成すると、阪神は同ドームで主催公式戦を年3カード前後開催するようになり、このうちの1カード3連戦を8月15日前後に設定している。他に選抜高等学校野球大会期間中の「ホーム開幕シリーズ」3連戦も恒例。
もう1カードも夏場だが、当初は梅雨時に行われていた。しかし、セ・パ交流戦が導入された2005年以降は夏休み期間に行われるケースも多い。特に2007年は8月14日から8月19日まで大阪ドームで阪神主催の6連戦が編成された（対中日ドラゴンズ、広島東洋カープ各3連戦）。
また2009年はセ・リーグの公式戦3カード（9試合）に加え、セ・パ交流戦の北海道日本ハムファイターズ戦2試合（当初、甲子園球場での開催予定だったのを変更）が追加され、4カード11試合となった。京セラドームで主催試合が行われるようになって選手は高校野球期間中でも一度自宅に戻ることが可能となり、「長期遠征」「死のロード」という概念は年々薄らぎつつある。
2002年に星野仙一が阪神の監督に就任した際、この長期遠征を迎えた折に報道陣から意気込みを問われたときに「もう『死のロード』は死語」と釘を刺したことなどもあって、これ以降は単に「長期ロード」と呼ばれるようにもなった。
「死のロード」の表現を避けるもう一つの根拠として、ドーム球場での試合の増加が挙げられる。暑い時期である8月に、高校野球期間中唯一関西で主管試合を開催する京セラドーム大阪のほか、セ・リーグ他球団の本拠地（ナゴヤドーム、東京ドーム）でのビジターの試合もあり、トータルでは空調完備で屋外球場より涼しいドーム球場での試合数が半数程度を占めることも挙げられる。ただ現在でも「死のロード」の表現を使うこともある。
阪神とオリックス・バファローズは2005年から2007年までの3シーズンの間、兵庫県と大阪府の2府県を暫定的に保護地域としていた。また1997年以降、阪神が京セラドーム大阪を使用する場合はオリックス（2004年までは大阪近鉄バファローズ）と折衝を行った上で使用日程を決めている。また2008年以降は阪神が兵庫、オリックスが大阪にそれぞれ保護地域を一本化されたが、仮にこの間、8月中旬の大阪ドームの使用日程が調整できない場合は、神戸を使用する可能性が若干ながらあるものの、オリックスは大阪ドームでの公式戦の観客動員数が伸び悩んでいることなどから、引き続き神戸での開催数を年間20試合程度確保したい旨を表明していた。阪神も大阪ドームで引き続き公式戦を開催する予定であることなどから、両球団は双方の保護地域での試合数確保について今後も引き続き協力し合う意向を明らかにしている。
このことから、2008年以後も甲子園球場が使えない夏季の長期遠征実施時の関西圏での主催試合は京セラドームのみで開催されており、神戸を含む本来の兵庫県など周辺府県では1試合も行われていない。

### 遠征の更なる長期化
2009年以前は後述の2008年以外、ほぼ8月4 - 5日ごろまで甲子園球場で公式戦をしたのち、約3週間程度の遠征という体が続いていたが、2010年代になってから、甲子園練習（2015年除く）などの事前準備期間の増加などから遠征日数は増加の傾向をたどる。2010年（8月2日から8月29日）と2012年（8月3日から8月30日）、2013年（期間は2010年と同じ）はいずれも4週間かけての24試合と、ここ数年で最長の長期遠征（途中、大阪ドームでの主催試合がそれぞれ2カード組まれている）となった（2008年も高校野球の開幕時期が8月2日 であることを考慮して7月28日から8月25日のほぼ1ヶ月間甲子園を離れていたが、途中にオールスター、北京オリンピック野球日本代表の強化試合および五輪本戦の開催に伴う中断期間があった）。
しかし、2017年（平成29年）は7月28日の中日戦を皮切りに、8月27日の巨人戦まで、途中京セラドームでの阪神主催2カード・6試合（8月4 - 6日・ヤクルト戦、8月15 - 17日・広島戦）を挟む形で、ちょうど1か月に当たる31日間・延べ27試合にわたり、上記よりもさらに長い過去最長の遠征となった。2018年（平成30年）も同様に、途中京セラドームでの主催2カード・5試合も挟みつつ7月27日より8月26日までの長期遠征となっている。特に2017・18年は、2018年の第100回大会で出場校が通常より多めの56校が参加することによる日程の拡大なども念頭に置いての長期遠征となったが、それ以後も選手の健康管理を総合的に踏まえ、休養日が拡大したことから、ほぼ1か月間甲子園を明け渡し、8月最初の甲子園の開催が月末になる日程が恒常化する。
2020年（令和2年）は高校野球に加えて東京オリンピック開催もあり、当初は甲子園球場では7月19日から8月31日まで主催試合が行われない予定（但し、そのうち7月19日から8月13日まではオールスターと東京五輪開催による公式戦中断期間であり、長期遠征としては実質2週間程度である）だった。しかし、新型コロナウイルスが世界的に感染拡大した影響で高校野球は中止（春、夏とも）、東京五輪は1年延期となり、プロ野球も開幕が延期されてシーズン日程が再考され、8月上旬まで甲子園で試合が組まれることとなった。ただし、高校野球の中止決定後も阪神球団と甲子園球場は8月の甲子園大会期間中の予定を当初のまま埋めないようにしたため、本来の夏の甲子園開催予定日だった8月10日から8月25日までは甲子園での試合は組まれず、例年より少し短い程度に甲子園を離れる期間は生まれる。結果的にはその期間には中止となった春の選抜大会（第92回選抜高等学校野球大会）出場校救済の代替大会「2020年甲子園高校野球交流試合」が開催された。また2020年度のペナントレースは本拠地球場以外の地方球場での開催が、コロナの検査・検疫体制などの問題で大幅に変更・中止されたため、8月中の甲子園以外での主催は8月14日から8月16日に京セラドーム大阪で予定される広島戦3連戦のみとなった。
また、開幕直後は感染拡大を避けるために一定期間を特定の地域で集中開催して長期移動の回数を極力減らすような日程が組まれ、東日本→西日本と開催地が移っていくため、阪神は6月19日の開幕から5カード連続してビジターでの試合となった。一方、甲子園球場に戻ってからは7月7日の初戦から7月23日からまで5カード連続でホームゲームとなっている。結果的にこのビジター5カードは4勝10敗、ホーム5カードは9勝3敗1分（いずれも雨天中止の試合を除く）と対照的な結果となった。
2021年は第103回大会の相次ぐ雨天順延により、日程が阪神戦が再開される8月31日以降にずれ込む可能性が出たため、その場合は昼に高校野球を、夜に阪神戦を行うという異例の措置を取る方向で、日本高野連・朝日新聞社とNPB・阪神球団の間で調整されたが、大会が8月29日に終了したことで、この措置は取られなかった。

## ファームの場合
このほか、阪神の二軍も同様に、この期間中は全国高等学校野球選手権大会出場校が阪神鳴尾浜球場とその隣接地にある鳴尾浜臨海公園野球場（西宮市営鳴尾浜球場）を練習に使用するため長期ロードを強いられる場合がある。特に二軍の場合は元々夏場でも炎天下でのデーゲームがほとんどなうえに、広島の二軍本拠地由宇球場など一軍本拠地よりも交通の便が悪い球場も多く、長時間の移動を要するため一軍より過酷とも言える。ただ、鳴尾浜が全く使えないというわけではなく、夏の高校野球全国大会開催中でも鳴尾浜で二軍主催試合が行われることもある。

## 他球団の例
セ・リーグでは阪神以外の他球団についても全国高等学校野球選手権大会の地方大会や都市対抗野球などのアマチュア野球の大会で本拠地が使用されることがあるため春から夏にかけて、長期ロードを強いられる球団が多い。

特に顕著なのが巨人とヤクルトで、巨人は都市対抗野球大会や全日本大学野球選手権大会で本拠地の東京ドームが使用できない時期には、阪神ほどの長期にはならないもののビジターゲームが続く時期がある（ただ、関東他地区に本拠を持つチームとのビジターの試合があり、実際に宿泊を伴う遠征は阪神よりは少ない）。逆に、阪神が長期ロードに出ている間は、巨人は東京ドームでの本拠地開催が続く。ヤクルトも本拠地の東京・神宮球場が東京六大学野球春のリーグ戦と重なる4月から5月にかけては、週末にナイトゲームができず地方球場での開催を行うことが多く、2005年（平成17年）までは千葉ロッテマリーンズの本拠地である千葉マリンスタジアムで毎年5月末ないし6月頭の早慶戦前後に1カード開催するのが恒例となっていた。
2020年（令和2年）は東京オリンピック及び東京パラリンピック開催のため、横浜DeNAベイスターズの本拠地である横浜スタジアムと北海道日本ハムファイターズの本拠地である札幌ドームが競技会場、東京ヤクルトスワローズの本拠地である神宮球場が資材置場で使用できなくなる予定だった。
しかし、東京オリンピックの開催延期や新型コロナウイルス感染拡大防止対策の準備期間不足などを理由に地方球場での開催が大幅に減少することになり、本拠地以外の球場での主催開催は、先述の阪神タイガースの京セラドーム大阪での3試合以外は、ほっともっとフィールド神戸における、巨人主催2試合（当初3試合→1試合雨天中止）と、オリックス主催の3試合のみにとどまり、ヤクルト・DeNA・日本ハム主催の東京ドーム開催を含めたそれ以外の開催はすべて中止もしくは本拠地球場への変更となった。東京オリンピック・パラリンピックは2021年（令和3年）に開催されたため、前述の3球団は開催期間中、ビジターゲームや地方での主催試合開催に振り替えた。球団別の内訳は、ヤクルトが東京ドームで8‐9月の8試合、DeNAは東京ドームと神宮で6‐7月の11試合（東京ドーム6、神宮5。神宮は6試合の予定だったが1試合中止）、また日本ハムは6‐8月に全国各地を巡業して8試合主催した。
2023年（令和5年）は広島東洋カープの本拠地である広島市において、第49回先進国首脳会議（G7広島サミット）が開催されることに伴う、警備上や宿泊施設確保困難などの問題に加え、2020年以降は広島県内を含めた地方球場でのホームゲームの開催を行っていないこともあり、2023年5月8日から同月22日の間は同球団のホームゲーム開催を見合わせ、ビジターゲームに振り替えることを2022年10月に発表した。
また、2リーグ発足当初は、地方球場での遠征も頻繁に行われ、特にフランチャイズがまだ確立されていなかったこともあって、他球団の本拠地でのホーム扱いの試合も頻発していたことから、西日本パイレーツは1950年に75日間を含む3度の長期遠征を強いられ、福岡でのゲームは10月に1試合が組まれるも雨天中止、その延期開催も福岡で行われなかったため、6月以後は県外のみで試合をするという異例の日程を組まざるを得ない状態になったことがあるほか、マルハ球団→大洋ホエールズもこの年、名目上の本拠地・下関市営球場では9試合しか消化できず、70日間もの遠征を強いられたこともある。